# Ludwigsbau

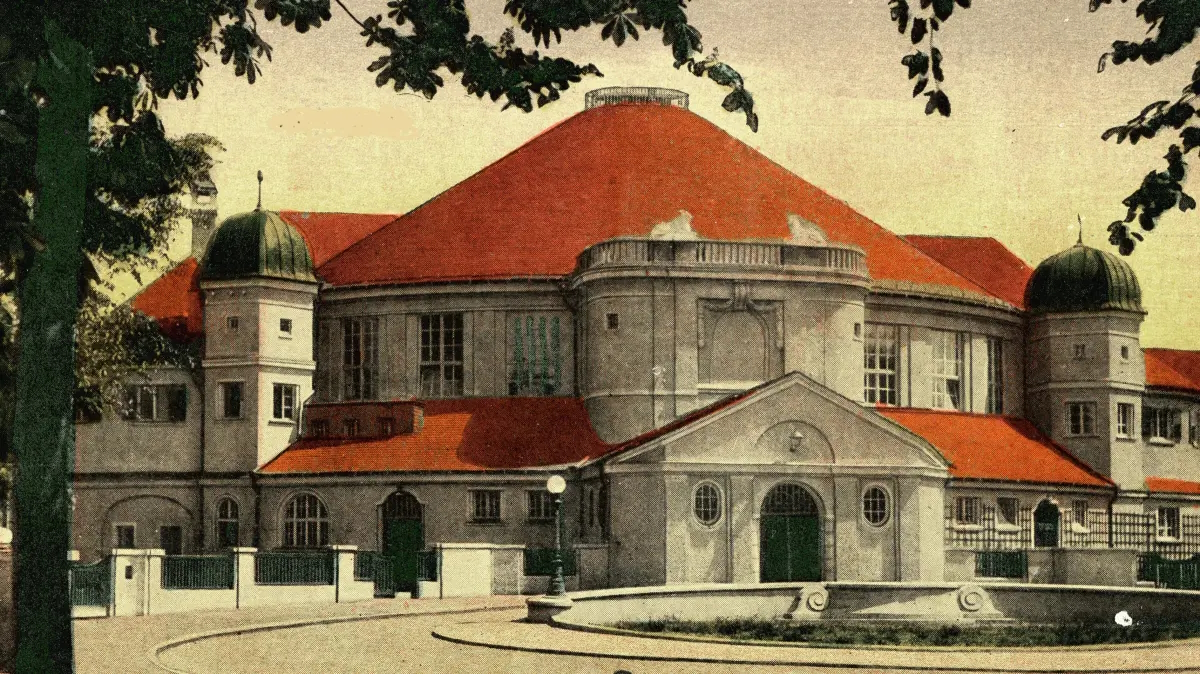
Der Ludwigsbau auf einer Ansichtskarte um 1914

Der Ludwigsbau war ein Fest- und Konzertsaal in Augsburg, der von 1914 bis 1965 bestand.

## Geschichte

### Wettbewerb und Neubau
Nachdem am 21. September 1910 die hölzerne Konzerthalle im Stadtgarten abgebrannt war, entschied man sich seitens der Stadt dafür, an der gleichen Stelle eine repräsentative Konzerthalle zu errichten. Bereits 1911 wurde zu diesem Zweck ein Architektenwettbewerb ausgelobt. Insgesamt brachte der Wettbewerb 77 Entwürfe hervor, die allerdings allesamt aufgrund der zu hohen Baukosten abgelehnt werden mussten. Stadtbaurat Otto Holzer entwarf daraufhin einen kostengünstigeren Vielzweckbau, der sowohl für Konzerte als auch für Feste genutzt werden sollte. Dem Konzertsaal mit Podium war seitlich ein Nebentrakt angegliedert, in dem ein Speisesaal und eine Küche geplant waren.
Der Kuppelbau wurde schließlich zwischen 1913 und 1914 errichtet und erhielt den Namen des seinerzeit in Bayern regierenden Königs Ludwig III. Als Grundkonstruktion verwendete man ein Stahlgerippe, das vom Augsburger Eisenwerk Gebrüder Frisch hergestellt wurde. Die Baukosten für den etwa 1200 Besucher  fassenden Ludwigsbau betrugen 400.000 Mark (etwa 2.600.000 Euro). 1915 installierte man im großen Saal eine Steinmeyer-Orgel, die vom Papierfabrikanten Clemens Haindl gestiftet wurde.

### Nutzung
Die Nutzung des Ludwigsbaus gestaltete sich vielfältig. Neben Konzerten und Kongressen fanden dort auch Versammlungen, Bälle und Vorträge statt. Ab den 1930er Jahren war der Ludwigsbau zudem als Faschingshochburg bekannt. Im Jahre 1937 machte die Stadt den Saal operntauglich und erhöhte die Sitzplatzanzahl auf etwa 1300. Ein Jahr später wurde der Ludwigsbau aufgrund der Umbaumaßnahmen im Stadttheater zur Ausweichspielstätte.
Da der Ludwigsbau, im Gegensatz zum Stadttheater, im Zweiten Weltkrieg kaum beschädigt wurde, diente er unter dem Namen Opernhaus Ludwigsbau bis zur Wiedereröffnung des Stadttheaters am 10. November 1956 abermals als Ausweichspielstätte. Anschließend wurden überwiegend Tanzveranstaltungen und Bälle abgehalten.

### Abbruch
Eine Expertenkommission begutachtete 1963 die Kuppel und stellte deren mangelnde Tragfähigkeit fest. Der Saal wurde daraufhin kurzfristig gesperrt. Trotz der Proteste aus der Bevölkerung war man sich bei der Stadt weitgehend einig, dass der Ludwigsbau nicht mehr zeitgemäß sei und an seiner Stelle eine moderne Kongress- und Konzerthalle errichtet werden solle. Bereits im Oktober 1963 rief die Stadt einen entsprechenden Architektenwettbewerb aus.
Die Orgel wurde vor dem Abbruch abgebaut und in die nahe gelegene Herz-Jesu-Kirche verbracht (Weiterverkauf nach Ungarn 1998). Am 27. März 1965 erfolgte dann die Sprengung des Gebäudes. Bemerkenswert dabei war, dass das für nicht tragfähig befundene Kuppeldach die Sprengung jedoch weitgehend unbeschadet überstand. Nach Beseitigung der Trümmer entstand auf dem freien Platz die Kongresshalle.